# Brachymenium klotzschii
Brachymenium klotzschii là một loài Rêu trong họ Bryaceae. Loài này được (Schwägr.) Paris mô tả khoa học đầu tiên năm 1894.